# Tramwaje w Czerepowcu
Tramwaje w Czerepowcu − system komunikacji tramwajowej działający w rosyjskim mieście Czerepowiec. 
Tramwaje w Czerepowcu uruchomiono 19 października 1956 r. na trasie CZMZ − Fabrika Obuwi. Do 1998 r. tramwaje były własnością huty. 

## Linie
W maju 2018 r. w Czerepowcu działały 3 linie tramwajowe:
| Linia | Trasa                                                 |
| ----- | ----------------------------------------------------- |
| 2     | Olimpijskaja – Wokzał – Domiennaja – Agłofabrika nr 3 |
| 4     | Olimpijskaja – Domiennaja – Agłofabrika nr 3          |
| 8     | Olimpijskaja – Wokzał – Olimpijskaja                  |

## Tabor
Według stanu z 10 maja 2018 r. w Czerepowcu eksploatowanych było 59 tramwajów:
| Zdjęcie              | Typ            | Liczba |
| -------------------- | -------------- | ------ |
|                      | KTM-5M3        | 30     |
|                      | KTM-5A         | 9      |
| KTM-8K w Czelabińsku | KTM-8K         | 6      |
|                      | KTM-8KM        | 4      |
| KTM-19KT w Angarsku  | KTM-19KT       | 1      |
| Łączna liczba:       | Łączna liczba: | 59     |

Tabor techniczny składa się z 10 wagonów:
- GS-4 3 wagony, pługi
- KTM-5 2 wagony
- TK-28 2 wagony
- WTK-01 1 wagon, pług (S-8)
- WTK-24 1 wagon, pług (S-9)
- RSZM 1 wagon (RSZM-005)